# 8271 Imai
8271 Imai è un asteroide della fascia principale. Scoperto nel 1989, presenta un'orbita caratterizzata da un semiasse maggiore pari a 2,4090801 UA e da un'eccentricità di 0,2089331, inclinata di 10,41252° rispetto all'eclittica.